# محمود عبد الرؤوف
محمود عبد الرؤوف (بالإنجليزية: Mahmoud Abdul-Rauf)‏ مواليد 9 مارس 1969 في غولفبورت، هو لاعب كرة سلة أمريكي سابق بدأ مسيرته الاحترافية في سنة 1990 وحمل الرقم 3,1. يبلغ طوله 6 قدم 1 بوصة (1.9 م). اعتزل اللعب في 2011.

## روابط خارجية
- محمود عبد الرؤوف على موقع إن بي أي (الإنجليزية)
- محمود عبد الرؤوف على موقع سبورتس رفرنس (الإنجليزية)
- محمود عبد الرؤوف على موقع كرة السلة الأوروبية.كوم (الإنجليزية)
- محمود عبد الرؤوف على موقع كلية كرة السلة في سبورتس رفرنس.كوم (الإنجليزية)
- محمود عبد الرؤوف على موقع ريلجم (الإنجليزية)
- محمود عبد الرؤوف على موقع بروبوليرز (الإنجليزية)
- محمود عبد الرؤوف على موقع سبورتس رفرنس (الإنجليزية)